# 伯尼府邸博物馆

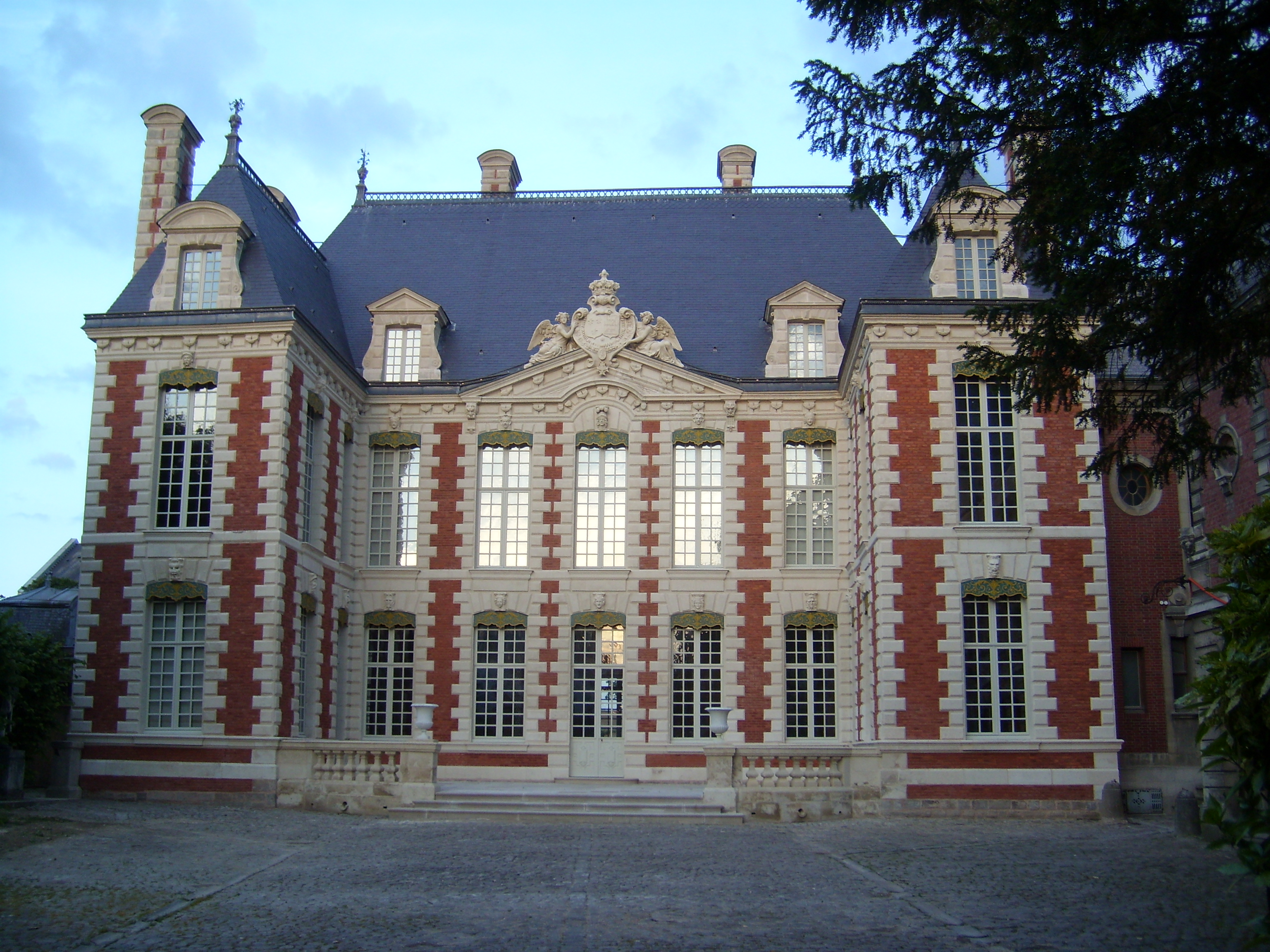

伯尼府邸博物馆（Musée de l'Hôtel de Berny）是法国亚眠的一座历史和艺术博物馆，位于雨果街36号，靠近亚眠主教座堂。它是一座法国博物馆（Musée de France）。

## 历史
伯尼府邸建于1633-1634年，由皮卡第省的法国司库修建，采用路易十三风格。法国大革命期间，在1790年，法国废除司库制度，府邸出售成为私有物产。 
1957年，索姆省前议员热拉尔·伯尼（Gérard de Berny）将其遗赠给亚眠市，成立了博物馆。1993年，伯尼府邸列为法国历史古迹。